# Detlev Fischer (Richter)
Detlev Fischer (* 22. Februar 1950 in Göttingen) ist ein deutscher Jurist und ehemaliger Richter am Bundesgerichtshof (BGH). 

## Leben
Detlev Fischer ist ein Sohn des langjährigen BGH-Präsidenten Robert Fischer. Nach dem Abitur am Markgrafen-Gymnasium Karlsruhe und dem Grundwehrdienst nahm Fischer 1971 Jurastudium an der Albert-Ludwigs-Universität Freiburg auf und legte dort 1975 sein Erstes Juristisches Staatsexamen ab. Nach dem Zweiten Staatsexamen 1977 wurde er 1981 in Freiburg mit einer von Hans Stoll betreuten Arbeit zur Vertragsstrafe zum Dr. iur. promoviert. 1979 trat er in den Justizdienst des Landes Baden-Württemberg ein. Dort war er zunächst in Baden-Baden  am Amtsgericht, Landgericht und der Staatsanwaltschaft tätig, nach einer Abordnung an den Bundesgerichtshof als wissenschaftlicher Mitarbeiter von 1989 bis 1992 unter anderem am Landgericht Karlsruhe. Im Jahre 1995 wurde er zum Richter am Oberlandesgericht Karlsruhe ernannt und war in einem Zivilsenat tätig, der im Wesentlichen mit Makler- und Transportrechtsachen befasst war. Im Jahre 2002 wurde er zum Vorsitzenden einer Kammer für Handelssachen am Landgericht Karlsruhe ernannt.
Am 10. November 2005 wurde er zum Richter am Bundesgerichtshof ernannt. Er gehörte dem für das Insolvenzrecht sowie für die Rechtsstreitigkeiten über Schadensersatzansprüche gegen Rechtsanwälte und Steuerberater zuständigen 9. Zivilsenat an. Er ist zum Ende des Monats Juni 2015 nach Erreichen der Altersgrenze in den Ruhestand getreten.
Fischer, der im Nebenfach auch Geschichte studiert hat, ist Vorsitzender des Vereins Rechtshistorisches Museum und Autor zahlreicher rechtshistorischer Veröffentlichungen insbesondere zur badischen Justizgeschichte. Er ist Lehrbeauftragter für Bürgerliches Recht an der Hochschule Karlsruhe.
Fischer ist verheiratet und hat vier Kinder.

## Schriften
- Vertragsstrafe und vertragliche Schadensersatzpauschalierung. Rechtsvergleichende Darstellung der neueren deutschen und französischen Rechtsentwicklung. Metzner, Frankfurt am Main 1981, ISBN 3-7875-0210-6; zugleich Dissertation, Universität Freiburg (Breisgau) 1980.
- Karlsruher Juristenportraits aus der Vorzeit der Residenz des Rechts. Ges. für Kulturhistorische Dokumentation, Karlsruhe 2004, ISBN 3-922596-60-6.
- Rechtshistorische Rundgänge durch Karlsruhe. Residenz des Rechts. 2. erweiterte Auflage. Ges. für Kulturhistorische Dokumentation, Karlsruhe 2011, ISBN 978-3-922596-87-5.
- 150 Jahre badische Amtsgerichte. Ges. für Kulturhistorische Dokumentation, Karlsruhe 2007, ISBN 3-922596-70-3.
- Eduard Dietz (1866–1940). Vater der badischen Landesverfassung von 1919. Ein Karlsruher Juristenleben. GKD, Karlsruhe 2008, ISBN 978-3-922596-77-6.

## Würdigung
- U. Falk, M. Gehrlein, G. Kreft, M. Obert (Hrsg.): Rechtshistorische und andere Rundgänge, Festschrift für Detlev Fischer (2018).

## Ehrung
- 2019: Verdienstkreuz am Bande des Verdienstordens der Bundesrepublik Deutschland.[2]